# Rainer Müller-Hörner
Rainer Müller-Hörner is een Duits triatleet. In 1995 werd hij Europees kampioen triatlon op de olympische afstand. In datzelfde jaar behaalde hij een derde plaats bij de Ironman Hawaï. Met een tijd van 8:25.23 eindigde hij achter de Amerikaan Mark Allen (goud; 8:20.34) en zijn landgenoot Thomas Hellriegel (zilver; 8:22.59).

## Titels
- Europees kampioen triatlon op de olympische afstand - 1995

## Belangrijke prestaties

### triatlon
- 1990: 35e WK olympische afstand in Orlando
- 1992: 5e EK olympische afstand in Lommel - 1:49.51
- 1992:  WK olympische afstand in Huntsville - 1:49.29
- 1993:  EK olympische afstand in Echternach - 1:55.00
- 1993: 6e WK olympische afstand in Manchester - 1:54.49
- 1994:  EK olympische afstand in Eichstatt - 1:53.37
- 1994: 11e WK olympische afstand in Wellington - 1:53.27
- 1994:  Ironman Europe in Roth
- 1995:  EK olympische afstand in Stockholm - 1:46.24
- 1995:  Ironman Hawaï - 8:25.23
- 1996:  Ironman Europe in Roth
- 1996: 42e WK olympische afstand in Cleveland
- 1998: 9e Ironman Hawaï - 8:46.52
- 1999: DNF Ironman Hawaï